# Карна і Желя
Желя (Жля) і Карна — богині-сестри печалі та жалю у давніх слов'ян, вісниці мертвих. Мають бліді обличчя, відтінене довге чорне волосся. Разом літають над полем битви та оповіщають хто загине. Після битви сидять, схиливши голову та обнявши руками коліна, оплакують мертвих. Згідно з наявним звичаєм, загиблих воїнів спалювали — Желя розносила їхній попіл у розі; згадується, як Желя, в «Слові о полку Ігоревім». У руках у неї, згідно з повір'ям — піч з жаром як символ смутку.